# Franklin Allen
Franklin Allen (* 6. März 1956 in Amersham, Buckinghamshire, Vereinigtes Königreich) ist ein britischer Wirtschaftswissenschaftler.

## Werdegang
Allen studierte zunächst bis 1977 Wirtschaftswissenschaften und Informatik an der University of East Anglia. Anschließend machte er bis 1979 seinen Master of Philosophy an der Universität Oxford unter Anleitung von Joseph E. Stiglitz, ehe er 1980 bei Doktorvater James Mirrlees als Ph.D. graduierte.
Seit 1980 ist Allen an der Wharton School der University of Pennsylvania. Ab September des Jahres bis Sommer 1986 als Assistant Professor, anschließend mit wechselnden Zuständigkeiten als Associate Professor. 1990 wurde er zum ordentlichen Professor berufen und gleichzeitig stellvertretender Dekan sowie Direktor des Doktorenprogramms. Im Januar 1994 wurde er auf den von Nihon Seimei Hoken gesponserten Nippon-Life-Lehrstuhl der Wharton School berufen. Parallel war er als Gastdozent auf verschiedenen Kontinenten u. a. an der Handelshochschule Stockholm, Indian School of Business, Princeton University sowie Johann Wolfgang Goethe-Universität Frankfurt am Main tätig. Seit 2014 ist Allen Professor am Imperial College.
Neben seiner Forschungs- und Lehrtätigkeit bekleidete Allen verschiedene leitende Posten bei nationalen wie internationalen Forschungsinstitutionen. So war er zwischen 1996 und 1997 Direktor und 2000 Präsident der American Finance Association. Parallel leitete er zwischen 1996 und 1999 die Society for Financial Studies. Zwischen 2007 und 2008 stand er als Präsident der International Atlantic Economic Society vor. 2017 wurde Allen zum Mitglied der British Academy gewählt.
Von 1994 bis 1997 leitete er die renommierte Fachzeitschrift Review of Financial Studies als Chefredakteur (editor).

## Forschung
Im Mittelpunkt der Arbeit Allens stehen Corporate Finance, Unternehmensbewertung sowie Informationsökonomik. Seit 2007 veröffentlichte er mehrere Bücher zur Finanzkrise ab 2007. Zudem ist er seit der 2005 erschienenen achten Ausgabe von Principles of Corporate Finance, einem Standardwerk der Corporate Finance, einer der Hauptautoren neben Richard A. Brealey und Stewart C. Myers.
Allen ist Beirat von Fair Observer.